# جنین‌شناسی مهره‌داران
جنین‌شناسی مهره‌داران کتابی از طاهره مدرس زاده رحمانی است که در سال ۱۳۴۸ منتشر و برندهٔ جایزه کتاب سال سلطنتی شد.